# Circunvalación del área metropolitana de Sevilla
La autovía SE-40 o Autovía de Circunvalación del área metropolitana de Sevilla consta de una longitud actual de casi 39 kilómetros. El Ministerio de Transportes, Movilidad y Agenda Urbana estima que las obras para completar su longitud total de 77,4 kilómetros se prolongarán hasta el año 2030, aunque los diferentes tramos se seguirán abriendo parcialmente cuando estén finalizados. Dista unos 10 kilómetros del centro de la ciudad.

## La vía en obras e historia

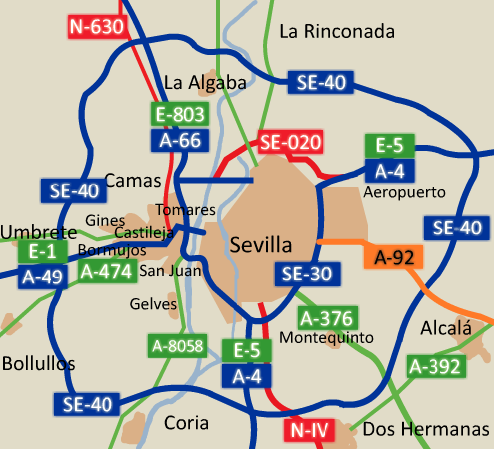

La segunda ronda de circunvalación de Sevilla viene a descongestionar en parte el colapsado tráfico de la SE-30, que actualmente cumple la función de articulador del Área Metropolitana de Sevilla (1 567 491 habitantes) y distribuidor de tránsitos nacionales, regionales y urbanos.
La autovía de circunvalación de Sevilla tiene actualmente 38,9 km en servicio, pero una vez completada tendrá una longitud total de 77,4 km y su coste será aproximadamente de unos 1.200 millones de euros. Se ha concebido como una autovía de gran capacidad, con las máximas prestaciones de seguridad y confort. Dispondrá de dos amplias calzadas de tres carriles cada una, y la mediana con suficiente anchura para ampliar a 4 carriles por sentido en caso de ser necesario.
Los primeros estudios informativos dividieron el proyecto en 4 sectores: Sureste, Suroeste, Noroeste y Nordeste. El estudio informativo salió a información pública el 29 de febrero de 2000. El delegado del Gobierno en Andalucía, José Torres Hurtado, anunció el estudio informativo de la futura ronda de circunvalación de Sevilla; el proyecto consta originalmente de unos 76,857 km. El primer tramo de las obras, La Rinconada-Alcalá de Guadaíra, fue adjudicado el 20 de marzo de 2007.
Estaba previsto que la SE-40 incorporase cuatro túneles, dos por sentido, de dos carriles cada uno, bajo el río Guadalquivir en su cruce al sur de Sevilla, en la zona navegable del río, de 2.180 m de longitud. Debido a los recortes, este proyecto quedó reducido inicialmente a solo dos túneles –uno por sentido– de tres carriles de 3 m cada uno aunque las empresas adjudicatarias de la obra no llegaron a aceptar este cambio; con el cambio de gobierno volvió a estudiarse la sustitución de los túneles por un puente, para volver a recuperar de nuevo la idea inicial de cuatro túneles, aunque actualmente, aún hay dudas al respecto de la solución que se adoptará finalmente y la construcción de los túneles está paralizada desde 2012.
El proyecto del túnel bajo el río Guadalquivir quedó en suspenso y se reinició el nuevo proyecto para decidir si seguir con el túnel o el puente sobre el río Guadalquivir. En la actualidad, esta iniciado el informe de evaluación ambiental del anteproyecto para la construcción del nuevo puente sobre el río Guadalquivir, con el objetivo de obtener la declaración de impacto ambiental (DIA) y dar la aprobación definitiva del anteproyecto para dar paso a la licitación del proyecto.

### Cronología de las inauguraciones
- El 13 de noviembre de 2011 se puso en servicio el primer tramo de los primeros 10,2 km, que une la A-4 –término municipal de La Rinconada– con la A-92 en Alcalá de Guadaíra.
- El 5 de marzo de 2013 se puso en servicio el segundo tramo, añadiendo 6 km más al itinerario de la autovía, desde la A-92 hasta la A-376 que une Sevilla con Utrera.
- El 25 de julio de 2018 se puso en servicio el tramo de 14,6 km entre Almensilla y Espartinas.
- El 19 de diciembre de 2019 se puso en servicio el tramo de 8,1 km entre la A-376 en Alcalá de Guadaíra y la A-4 en Montequinto-Dos Hermanas.

## Tramos
| Denominación | Tramo | Año servicio / Estado (2025)                                                                                                  | km   |
| ------------ | --- | --- | ---- |
| E-5 SE-40    | A-4 La Rinconada - A-92 Alcalá de Guadaíra                                                                           | 2011 | 10,2 |
| E-5 SE-40    | A-92 Alcalá de Guadaíra - A-376 Alcalá de Guadaíra                                                                   | 2013 | 6    |
| E-5 SE-40    | A-376 Alcalá de Guadaíra - A-4 Dos Hermanas                                                                          | 2019 | 8,1  |
|              | A-4 Dos Hermanas - A-8058 Coria del Río                                                                              | Proyecto terminado (aprobado provisionalmente y pendiente de someter a información pública) (pendiente relicitación de obras) | 5,5  |
| SE-40        | A-8058 Coria del Río - A-8054 Almensilla                                                                             | 2018 | 6,9  |
| SE-40        | A-8054 Almensilla - A-49 Espartinas                                                                                  | 2018 | 7,7  |
|              | A-49 Espartinas - A-8077 Valencina de la Concepción                                                                  | Obras licitadas (pendiente adjudicación de obras)                                                                             | 4    |
|              | A-8077 Valencina de la Concepción - A-66 Salteras                                                                    | Inicio de obras (apertura prevista para 2029 o 2030)                                                                          | 8,4  |
|              | A-66 Salteras - A-8006 La Algaba                                                                                     | Proyecto caducado (pendiente actualización nuevo proyecto) (pendiente de licitación de obras)                                 | 4,5  |
|              | A-8006 La Algaba - A-8009 La Rinconada (acceso Norte)                                                                | Proyecto caducado (pendiente actualización nuevo proyecto) (pendiente de licitación de obras)                                 | 4,2  |
|              | A-8009 La Rinconada (acceso Norte) - A-4 La Rinconada Subtramo I: A-8009 La Rinconada (acceso Norte) - Enlace A-8008 | Proyecto caducado (pendiente actualización nuevo proyecto) (pendiente de licitación de obras)                                 | 2,7  |
|              | A-8009 La Rinconada (acceso Norte) - A-4 La Rinconada Subtramo II: Enlace A-8008 - A-4 La Rinconada                  | Nuevo proyecto licitado (pendiente readjudicación de proyecto) (pendiente de licitación de obras)                             | 9,7  |

## Sectores
La circunvalación del área metropolitana de Sevilla se divide en 4 sectores:

### Sector Sureste
| Coste total de inversión de obras: 285,1 millones de euros Longitud total de los tramos: 24,3 km - Tramo La Rinconada-Alcalá de Guadaíra (A-92): 10,2 km (108 millones de euros de inversión en obras) - Tramo Alcalá de Guadaíra (A-92) - Alcalá de Guadaíra (A-376): 6 km (79,93 millones de euros de inversión en obras) - Tramo Alcalá de Guadaíra (A-376) - Dos Hermanas: 8,1 km (97,17 millones de euros de inversión en obras) |

Es el primer sector abierto de los 3 tramos de la circunvalación. El tramo se inicia en La Rinconada en el cruce con la autovía del Sur (A-4) y termina en Dos Hermanas, en el cruce con la misma autovía A-4. Hay 6 enlaces: Nudo de La Rinconada con la A-4, enlace de A-8026, enlace de la autovía A-92, enlace de la autovía A-376, enlace de Dos Hermanas y Nudo de Dos Hermanas con la A-4. El primer tramo fue inaugurado en el año 2011, entre La Rinconada y Alcalá de Guadaíra (A-92) y el último tramo fue inaugurado en el año 2019, entre Alcalá de Guadaíra (A-376) y Dos Hermanas.
Esta prevista la construcción del área de servicio de Alcalá de Guadaíra (pkm 17), actualmente con estudio informativo aprobado.
En el final del tramo Alcalá de Guadaíra (A-376)-Dos Hermanas se incorpora provisionalmente el acceso a la Carretera de la esclusa (SE-31) debido a las obras de la reforma del Puente del Centenario.

### Sector Suroeste
| Coste parcial de inversión de obras (sin el tramo del puente): 192,2 millones de euros Longitud total de los tramos: 19,6 km - Tramo Dos Hermanas-Coria del Río: 5 km (sin coste de inversión por no aprobarse definitivamente) - Tramo Coria del Río-Almensilla: 6,9 km (100,33 millones de euros de inversión en obras) - Tramo Almensilla-Espartinas: 7,7 km (91,85 millones de euros de inversión en obras) |

En este sector solo están abiertos 2 tramos, entre Coria del Río y Espartinas, pasando por Almensilla, que fue inaugurado en el año 2018. Hay 3 enlaces: enlace de la A-8058, enlace de la A-8054 y Nudo de Espartinas con la A-49.
Esta prevista la construcción del área de servicio de Gelves (pkm 39), actualmente con estudio informativo aprobado.
En el tramo Dos Hermanas-Coria del Río, inicialmente el proyecto preveía 2 túneles bajo el río Guadalquivir, lo cual fue paralizado en el año 2012 y suspendido unos 7 años después para reiniciar el proyecto con el cambio de túnel a puente. Habían sido ya adjudicadas las obras de los 2 túneles en el año 2009:
- Subtramo: Enlace A-4 (Dos Hermanas)-Túneles Sur del Guadalquivir-Embocadura Oeste (coste inversión de obras 232,21 millones de euros sin IVA)[35]
- Subtramo: Embocadura Este-Túneles Norte del Guadalquivir-Coria del Río (coste inversión de obras 203,65 millones de euros sin IVA)[36]

En julio de 2010, el ministro José Blanco López anunció recortes en las infraestructuras que afectaban a las obras de la SE-40. En marzo de 2012 se paralizaron las obras y se dejaron con el 11 % de ejecución de obras (túneles sur y embocadura oeste contado los 273,97 millones de euros de inversión en obras) y 14 % de ejecución de obras (túneles norte y embocadura este contado los 240,28 millones de euros de inversión en obras), ni siquiera se ha llegado a perforar un poco más profundo. Se había reducido la partida presupuestaria debido a la crisis de 2010 (de 82 millones a 48,5 millones de euros).
Pasaron más de 8 años con las obras paralizadas, y en julio de 2020 el ministro José Luis Ábalos anunció el reinicio del proyecto del tramo y quedaron oficialmente suspendidas las obras de los túneles, de forma indefinida. En septiembre de 2022 la ministra Raquel Sánchez Jiménez anunció la información pública del anteproyecto para analizar este reinicio del proyecto que debía elegir entre puente o túneles, pero finalmente se eligió un puente, considerado una inversión más barata y que permite reducir los plazos de las obras. Este es el análisis para seleccionar entre el puente y los túneles:
| Alternativas estudiadas para cruzar el río Guadalquivir: - Túnel: se han analizado dos alternativas en túnel para una sección de 4 carriles por sentido, que se distribuyen en 2 tubos también por cada sentido, es decir en un total de 4 tubos. - En primer lugar, se ha analizado un túnel corto (1.900 m entre bocas), que coincide con la solución del proyecto original. A esta alternativa le correspondería una longitud total de 7.600 m de túnel (4 tubos x 1.900 m). - Para mejorar la permeabilidad ante inundaciones, se ha analizado una alternativa de túnel largo (3.954 m entre bocas), que pasaría por debajo tanto del Guadalquivir como del Guadaira. A esta alternativa le correspondería una longitud total de 15.816 m de túnel (4 tubos x 3.954 m). - Viaducto: Se han analizado diversas alternativas en viaducto para una sección de 4 carriles por sentido, de acuerdo con la combinación de estos factores: - Dos alternativas de trazado, una ortogonal al cauce del Guadalquivir y otra esviada. - Dos alternativas para ubicar las pilas del viaducto principal, una con apoyos en el cauce del Guadalquivir, que requiere un vano principal de 200 m de longitud, y otra fuera del cauce, que requiere un vano principal de entre 380 m y 425 m. - Distintas tipologías estructurales para el viaducto principal: dintel recto de canto variable, extradosado, atirantado (con pilas en H o con mástil central), celosía metálica inferior y arco-celosía. Costes de construcción y conservación y estimación de puesta en servicio: - Túnel corto. Se prevé un coste de 2.120 millones de euros (1.077 millones solo en costes de construcción) y una fecha de puesta en servicio entre 2032 y 2033, en función de si se emplea una o dos tuneladoras en su construcción. - Túnel largo. Se prevé un coste 3.786 millones de euros de euros, de los que 1.826 millones se destinan a ejecución de la obra, y una fecha de puesta en servicio entre 2034 y 2036. - Viaducto. Se prevé un coste máximo de 523 millones de euros, de los que 458 millones corresponde a inversión en obra, y una fecha de puesta en servicio en 2028. |

La opción del puente o viaducto es más fiable que los túneles para acortar los plazos de las obras, si la ministra Raquel Sánchez Jiménez quiere completar toda la SE-40 en el año 2030. Se inició la evaluación ambiental en marzo de 2023 con el objetivo de obtener la DIA (declaración de impacto ambiental) y el siguiente paso sería la aprobación definitiva del anteproyecto antes de autorizar la licitación de proyecto y obras de forma conjunta por parte del Consejo de Ministros. A enero de 2024, se ha formulado y obtenido la DIA y el siguiente paso es la aprobación definitiva. En diciembre de 2024 se ha autorizado la licitación de la redacción del proyecto del viaducto sobre el río Guadalquivir. El proyecto del trazado fue aprobado de forma provisional en marzo de 2025, a falta de someterse a información pública.
En febrero de 2025, el Ministerio de Transportes y Movilidad Sostenible licitó por unos 4,5 millones de euros el primer lote, el contrato para realizar un cálculo de la estructura central del puente sobre el río Guadalquivir, con el objetivo de avanzar a la licitación de proyecto y posteriormente, la licitación de obras. En abril de 2025, se adjudicó finalmente por unos 3,1 millones de euros. Posteriormente, se adjudicó el segundo lote de apoyo de la redacción de proyecto para completar el diseño de la estructura del viaducto, con lo cual el proyecto del viaducto queda adjudicado con los 2 lotes.

### Sector Noroeste
| Coste estimado de inversión de obras (en proyecto): 217,7 millones de euros Longitud total de los tramos: 12,4 km - Tramo Espartinas-Valencina de la Concepción: 4 km (101,3 millones de euros de inversión en obras) - Tramo Valencina de la Concepción-Salteras: 8,4 km (116,4 millones de euros de inversión en obras) |

Este será el tercer Sector en abrirse, próximamente, con los dos tramos entre Espartinas y Salteras. Se había licitado las obras del tramo Valencina de la Concepción-Salteras por una inversión de unos 130,7 millones de euros, a finales de junio de 2024. Incluiría los siguientes enlaces en proyecto: Nudo de Espartinas con la A-49, enlace de Espartinas, enlace de A-8077 y Nudo de Salteras con la A-66. Se adjudicaron las obras en marzo de 2025, y queda pendiente la formalización del contrato de obras.
Para el tramo Espartinas-Valencina de la Concepción, ha sido autorizada la licitación de las obras a mediados de abril de 2025, posteriormente ha sido licitado y queda pendiente la adjudicación de obras.
Esta previsto la construcción del área de servicio de Salteras (pkm 53), actualmente con estudio informativo aprobado. No se construirá hasta que se completen los 2 tramos.
La conexión del enlace satélite de Espartinas desde la autovía del V Centenario (A-49), para la mejora de accesibilidad al municipio de Espartinas, se puso en servicio el 5 de febrero de 2024.

### Sector Nordeste
| Coste estimado de inversión de obras (proyectos ya caducados, excepto el subtramo II, sin contar el tramo La Algaba-La Rinconada (acceso Norte)): 186,3 millones de euros Longitud total de los tramos: 21,1 km - Tramo Salteras-La Algaba: 4,5 km (al caducar el proyecto, se quedó en 40,53 millones de inversión en obras como estimado) - Tramo La Algaba-La Rinconada (acceso Norte): 4,2 km (nunca llegó a aprobarse definitivamente el proyecto y no había inversión estimada de obras) - Subtramo I La Rinconada (acceso Norte)-Enlace A-8008: 2,7 km (al caducar el proyecto, se quedó en 145,73 millones de inversión en obras como estimado) - Subtramo II Enlace A-8008-La Rinconada: 9,7 km (147 millones de inversión en obras como estimación, una vez relicitado el proyecto) |

En este último sector está pendiente la nueva actualización de proyecto, el original ya está caducado con motivo de la crisis de las infraestructuras del año 2010. Dos tramos llegaron a aprobarse definitivamente de los proyectos originales y un tramo llegó a someterse a información pública por lo que se irá construyendo el nuevo viaducto sobre el río Guadalquivir en el tramo La Algaba-La Rinconada (acceso Norte). En la actualidad, de momento, no hay suficiente partida presupuestaria para la actualización de los proyectos de los 3 tramos.
En abril de 2025, ha sido reactivado el proyecto del último sector, el primer tramo en reactivarse es el subtramo II, entre el Enlace A-8008 y la Autovía A-4 (ambos en La Rinconada), de unos 9,7 km. El resto de los tramos todavía están sin fecha para la reactivación del proyecto.
No está prevista la construcción de un área de servicio entre Salteras (A-66) y La Rinconada (A-4), por lo que no cuenta con estudio informativo aprobado, a pesar de que es un área más grande, de unos 21,1 km.

## Salidas
| Velocidad | Esquema | Carriles | Salida | Sentido horario | Sentido antihorario                                                                                                 | Carriles | Carretera | Notas |
| --------- | ------- | -------- | ------ | --- | --- | -------- | --------- | ----- |
|           |         |          |        | Dos Hermanas E-5 A-4 Sevilla - Jerez A-92 Málaga - Granada A-8026 Torreblanca - Mairena del Alcor A-376 Utrera      | E-5 A-4 Sevilla - Aeropuerto (salida obligatoria)                                                                   |          | E-5 A-4   |       |
|           |         |          | 0      | | E-5 A-4 Carmona - Córdoba                                                                                           |          | E-5 A-4   |       |
|           |         |          | 5      | A-8026 Torreblanca - Mairena del Alcor Centro Penitenciario                                                         | A-8026 Torreblanca - Mairena del Alcor Centro Penitenciario                                                         |          | A-8026    |       |
|           |         |          | 9-10   | polígono industrial Alcalá de Guadaíra A-92 Sevilla - Málaga - Granada                                              | Alcalá de Guadaíra A-92 Sevilla - Granada                                                                           |          | A-92      |       |
|           |         |          |        | Río Guadaíra 400 m                                                                                                  | Río Guadaíra 400 m                                                                                                  |          |           |       |
|           |         |          | 13-14  | A-376 Sevilla - Utrera                                                                                              | A-376 Sevilla - Utrera                                                                                              |          | A-376     |       |
|           |         |          | 17     | Vía de servicio ENTRADA/SALIDA CERRADA (Futura Área de servicio de Alcalá de Guadaíra) Estudio informativo aprobado | Vía de servicio ENTRADA/SALIDA CERRADA (Futura Área de servicio de Alcalá de Guadaíra) Estudio informativo aprobado |          |           |       |
|           |         |          | 19     | Dos Hermanas avda. Universidades                                                                                    | Dos Hermanas avda. Universidades                                                                                    |          |           |       |
|           |         |          | 22AB   | polígono industrial La Isla E-5 A-4 Sevilla - Jerez                                                                 | polígono industrial La Isla E-5 A-4 Sevilla - Jerez                                                                 |          | E-5 A-4   |       |
|           |         |          |        | SE-30 SE-31 Puerto E-1 A-49 Huelva E-803 A-66 Mérida (salida obligatoria)                                           | A-92 Sevilla - Málaga - Granada A-376 Sevilla - Utrera E-5 A-4 Carmona - Córdoba Sevilla - Aeropuerto               |          | SE-31     |       |
|           |         |          |        | Autovía SE-40 entre A-4 y A-8058 PROYECTO TERMINADO                                                                 | |          |           |       |
|           |         |          |        | Espartinas A-8054 Almensilla - Palomares del Río E-1 A-49 Sevilla - Huelva                                          | A-8058 Coria del Río (salida obligatoria)                                                                           |          | A-8058    |       |
|           |         |          |        | | A-8058 Coria del Río - Gelves                                                                                       |          | A-8058    |       |
|           |         |          | 35     | A-8054 Almensilla - Palomares del Río                                                                               | A-8054 Almensilla - Palomares del Río                                                                               |          | A-8054    |       |
|           |         |          | 38     | Vía de servicio ENTRADA/SALIDA CERRADA (Futura Área de servicio de Gelves) Estudio informativo aprobado             | Vía de servicio ENTRADA/SALIDA CERRADA (Futura Área de servicio de Gelves) Estudio informativo aprobado             |          |           |       |
|           |         |          | 41     | E-1 A-49 Sevilla Huelva                                                                                             | |          | E-1 A-49  |       |
|           |         |          |        | E-1 A-49 Sevilla - Huelva (salida obligatoria)                                                                      | Coria del Río A-8058 Coria del Río - Gelves A-8054 Almensilla - Palomares del Río                                   |          | E-1 A-49  |       |
|           |         |          |        | Autovía SE-40 entre A-49 y A-66 OBRAS LICITADAS                                                                     | |          |           |       |
|           |         |          |        | Autovía SE-40 entre A-66 y A-4 EN PROYECTO                                                                          | |          |           |       |